# Villa Alpár
Le villa Alpár (en hongrois : Alpár-villa) est un édifice situé dans le 2e arrondissement de Budapest.